# Anoplodactylidae
Anoplodactylidae är en familj av havsspindlar. Anoplodactylidae ingår i ordningen Pantopoda, klassen havsspindlar, fylumet leddjur och riket djur.
Familjen innehåller bara släktet Anoplodactylus.